# Ист Батлер (Пенсилванија)
Ист Батлер (енгл. East Butler) град је у америчкој савезној држави Пенсилванија.

## Демографија
По попису из 2010. године број становника је 732, што је 53 (7,8%) становника више него 2000. године.
| Група             | 2000.       | 2010.       |
| Белци             | 676 (99,6%) | 708 (96,7%) |
| Афроамериканци    | 0 (0,0%)    | 3 (0,4%)    |
| Азијати           | 1 (0,1%)    | 0 (0,0%)    |
| Хиспаноамериканци | 1 (0,1%)    | 7 (1,0%)    |
| Укупно            | 679         | 732         |